# روی هریسون
روی هریسون (انگلیسی: Roy M. Harrison) (زادهٔ ۱۴ اکتبر ۱۹۴۸)، زادۀ انگلستان، یک دانشمند بریتانیایی در زمینه محیط‌زیست است. وی از سال ۱۹۹۱ به مقام استادی توسط ملکه الیزابت دوم منصوب شده و استادیار برجسته در دانشگاه ملک عبدالعزیز در جده، یکی از شهرهای عربستان سعودی است. 
وی همچنین، برندهٔ جوایزی همچون همکار انجمن سلطنتی شده است.
وی در مدرسهٔ گرامر هنلی و دانشگاه بیرمنگام تحصیل کرد، جایی که در سال ۱۹۶۹ مدرک لیسانس شیمی را دریافت نمود و سپس در سال ۱۹۷۲، دکتری شیمی آلی و بعد از آن، در سال ۱۹۸۹ مدرک دکتری علوم، در شاخه شیمی محیط‌زیست را دریافت کرد. تحقیقات دکتری روی هریسون، مُرتبط با واکنش‌های سیگماتروپیک اترهای تروپولون بود.